# كورتيس فلمنج
كورتيس فلمنج (بالإنجليزية: Curtis Fleming)‏ (8 أكتوبر 1968 بمانشستر في المملكة المتحدة - ) هو لاعب كرة قدم أيرلندي في مركز الدفاع. شارك مع منتخب جمهورية أيرلندا تحت 21 سنة لكرة القدم ومنتخب جمهورية أيرلندا تحت 23 سنة لكرة القدم ‏ ومنتخب جمهورية أيرلندا لكرة القدم. أما مع النوادي، فقد لعب مع باتريك أتلتيك وبرمنغهام سيتي وسويندون تاون وكريستال بالاس ونادي شيلبورن ونادي ميدلزبره وبيلينغهام سينثونيا ‏ ودارلينجتون إف سى.

## وصلات خارجية
- كورتيس فلمنج على موقع الاتحاد الدولي (مؤرشف)  (الإنجليزية)
- كورتيس فلمنج على موقع قاعدة بيانات كرة القدم.إي يو (الإنجليزية)
- كورتيس فلمنج على موقع ناشيونال فوتبول تيمز (الإنجليزية)
- كورتيس فلمنج على موقع Soccerbase.com (لاعب) (الإنجليزية)
- كورتيس فلمنج على موقع عالم كرة القدم.نت (الإنجليزية)